# Jean-Michel Tessier
Jean-Michel Tessier (Nouméa, Nova Caledònia, 22 de desembre de 1977) va ser un ciclista francès, que fou professional entre 1999 i 2004. També competí en ciclisme en pista.
El 2004 va donar positiu en un control per Amfetamines i va ser suspès només per dos mesos, però va suposar la fi a la seva carrera professional.

## Palmarès en ruta
- 1998
  - 1r a la Mi-août bretonne
- 2000
  - Vencedor d'una etapa del Tour de l'Ain
- 2001
  - 1r al Gran Premi de Lillers
  - Vencedor d'una etapa del Circuit des Mines

### Resultats al Giro d'Itàlia
- 2000. Abandona

## Palmarès en pista
- 1998
  - 1r als Sis dies de Nouméa (amb Robert Sassone)
- 2001
  -  Campió de França en Madison (amb Robert Sassone
  - 1r als Sis dies de Nouméa (amb Robert Sassone)
- 2002
  - 1r als Sis dies de Nouméa (amb Robert Sassone)
  -  Campió de França en Puntuació
  -  Campió de França en Madison (amb Robert Sassone
- 2003
  - 1r als Sis dies de Nouméa (amb Robert Sassone)